# Château du Gua
Pour les articles homonymes, voir Gua.
 (mai 2023).
- Si vous ne connaissez pas le sujet, laissez ce bandeau (vous pouvez alors contacter les auteurs).
- Si vous supprimez le contenu mis en cause (vous pouvez préalablement contacter les auteurs),

argumentez précisément cette suppression dans la page de discussion
(un manque de référence n'est pas un argument ; une recherche réelle de référence doit avoir été effectuée, être formellement documentée).
Le château du Gua est un ancien château-fort remanié situé à Lescout, dans le département du Tarn (France).
Construit initialement au XIIIe siècle, puis détruit et reconstruit après les guerres de Religion, il est partiellement inscrit aux titres des monuments historiques par arrêté du 7 septembre 1978.

## Historique

### Le château primitif
Le premier seigneur des lieux est mentionné dès le XIIe siècle, sous le nom d'Arnaud, sire du Gua et vassal de la famille Trencavel. Le château primitif est sûrement édifié vers 1200, mais attesté seulement en 1431. Il appartient alors à la famille du Puy, que l'on retrouve à différents endroits du Tarn, comme au château de Brametourte.
Au cours des guerres de Religion, le château du Gua appartient à un seigneur catholique. En 1574, les soldats huguenots s'emparent de l'édifice, qui est pillé et brûlé.

### Le château actuel
La reconstruction du château du Gua aurait eu lieu entre 1619 et 1645, cette seconde date étant mentionnée sur une pierre de taille. Ces travaux sont entrepris sous les ordres de l'architecte Isaac Rouch, adjoint de Pierre-Paul Riquet à la construction du Canal du Midi.
Au début du XVIIIe siècle, Timoléon de Bonnemain hérite du château, reçu en dot de son mariage avec Marie-Thérése de Ménard-Villemur. Il est conseiller au Parlement de Toulouse, et en 1728, il entreprend une reconstruction totale du château, juste à côté de l'ancienne bâtisse. Ces travaux se terminent trois ans plus tard.
Le fils de Timoléon de Bonnemain hérite de la propriété, et parvient à la conserver durant la Révolution française. Finalement, ses descendants vendent le château du Gua en 1860 à Félix Carrade, dont la famille possédait encore récemment le domaine[réf. souhaitée], avant qu'il ne devienne la propriété de la commune.

## Architecture
Le château du Gua est implanté près du Sor, à l'emplacement d'un gué (en occitan, Gô signifiant gué).
L'édifice est construit en brique foraine et grès. De style Louis XIII, il forme un quadrilatère d'architecture classique enfermant une cour. Le logis principal ressemble à une chartreuse de plain-pied, flanqué de deux ailes plus basses, de part et d'autre de la cour. Le quatrième côté est clos d'un mur bas surmonté d'une grille et s'ouvre sur la route grâce à un portail. Une rangée d'oculi borde les fenêtres, et un arc de pierre décoré de boules orne une porte.
À l'intérieur, les pièces sont disposées en enfilade, et présentent la même organisation générale depuis le XVIIe siècle, à part un salon divisé en trois pièces. Les anciens plafonds à la française ont disparu au cours du XIXe siècle, mais il demeure encore deux belles cheminées, l'une de style Louis XIV, l'autre de style Empire.